# ハンニバル指令

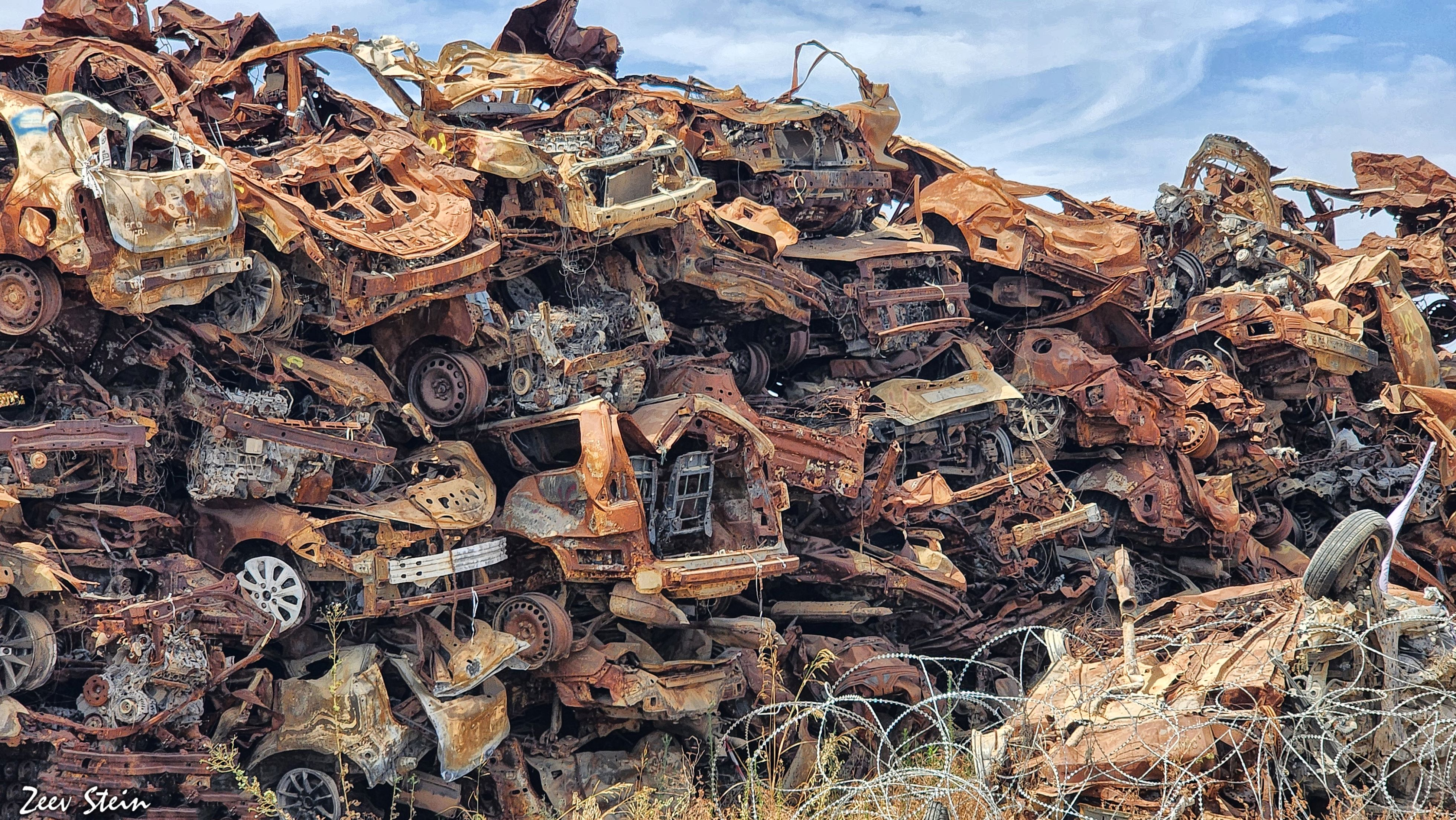
2023年10月7日ハマースによるアルアクサの洪水作戦とそれに対するイスラエル軍の反撃の後に残された車両

ハンニバル指令（ハンニバルしれい、ヘブライ語: נוהל חניבע、英語: Hannibal Directive）は、イスラエル国防軍兵士が敵軍によって捕獲された際、捕虜となることを防ぐため、生死を問わずにあらゆる手段で奪還することを取り決めたイスラエル軍の指令である。この指令が発令された際、捕獲された人物や他の民間人を巻き添えに殺害したとしても、捕獲された人が人質となることを防ぐ必要があるとされる。
1986年レバノンで発生したイスラエル軍兵士の拉致事件をきっかけに導入された。イスラエルの検閲により、2003年まではハンニバル指令に関する報道や議論が一切禁止されており、今でも全文が公表されたことはない。ハンニバル指令は何度か改訂されているとされている。

## 概要

### ハンニバル指令
イスラエルの軍事刑務所には多くのパレスチナ人が収監されており、パレスチナ抵抗勢力にとってイスラエル軍との捕虜交換は最も重要な戦略の一つとして挙げられている。初の捕虜交換は、1968年にPFLPのライラ・カリドとサレーム・イサウィが率いたトランス・ワールド航空840便ハイジャック事件で、イスラエル人捕虜2名と、イスラエルが捕虜としていたパレスチナ抵抗勢力の関係者71名が交換された。
イスラエルのハアレツ紙によると、ハンニバル指令が制定されることとなったきっかけは、1986年6月、イスラエル軍が占領していた南レバノンでヒズボラの待ち伏せ攻撃によってイスラエル兵2名が拉致された事件である。当時イスラエル軍の上級将校であったヨッシ・ペレド、ガビ・アシュケナジ、ヤーコブ・アミドロールの3名によって策定されたとされている。指令は機密事項とされ、イスラエル軍当局はその存在を否定している。

ハンニバル指令の正確な文言は公表されていないが、Maariv紙は、2014年時点で適用されていたとされるハンニバル指令を次のように引用している。
この節には注釈が付されており、「いかなる場合でも、車両を停止させ、逃走を防ぐためのあらゆる手段を講じること」と強調されている。
ハンニバル指令には、同時に複数バージョンが存在していた可能性があり、明文化されたバージョンはイスラエル軍の上層部のみがアクセスでき、師団指揮官や下級部隊向けに口頭のみで伝えられているとされる。口頭では「いかなる手段を用いても」という表現が文字通りに解釈され、「イスラエル軍兵士は捕虜となるくらいなら死んだほうがまし」という認識が広まっている。2011年、イスラエル軍のベニー・ガンツ参謀総長は、「この指令はイスラエル軍兵士の拉致を防ぐために殺害することは許可していない」と発言したが、複数の証言がこれを否定している。
ハアレツ紙や国連の調査委員会などの報道によると、2023年ハマスによるイスラエル攻撃の際にハンニバル指令を大規模に適用され、多くのイスラエル軍兵士とイスラエルの民間人がイスラエル軍に殺害された可能性が指摘されている。

### 名称
イスラエル当局は、ハンニバル指令の名称はコンピューターによってランダムに生成されたものだと主張しているが、ローマ軍の捕虜となることを拒み、毒を服用して自殺したと伝えられているカルタゴの将軍ハンニバルからきているとも言われている。

## ハンニバル指令が発動されたとされる事例

### 10月7日ハマースによる越境攻撃（2023）
2023年10月7日、ハマス牽引のもと、ガザ地区の複数の抵抗勢力が分離壁を破りイスラエルへの越境攻撃を仕掛けた。その際、イスラエル領内でパレスチナ抵抗勢力に捕縛されたイスラエル兵士と民間人に対して、ハンニバル指令が出されたという証拠と証言が多く存在する。これまで、ハンニバル指令は主に人質としての価値が高いイスラエル軍兵士や外国籍の民間人に対して使用されており、イスラエルの民間人が対象となったのは初めてであった。
イスラエルで最も読まれている新聞であるイェディオト・アハロノト紙は、10月7日にイスラエル軍は侵入した1000人ほどのパレスチナ人を殺害し、その過程で少なくとも70台の車両が武装ヘリコプターによって破壊されたと報じた。少なくともいくつかのケースで、その車両に人質が乗っていたとされるが、その総数は明らかになっていない。
イスラエル軍は「10月7日に友軍射撃によってイスラエル戦闘員が死亡した」と発表したが、その詳細な調査を行うことは道徳的に適切ではないとしている。

#### ハンニバル指令に関する証言
ハマスによって解放されたイスラエル人の人質が、2023年12月5日にネタニヤフ首相の戦時内閣と面会し、10月7日に捕縛され、ガザへ向かう途中でイスラエル軍の攻撃ヘリコプターによる攻撃と、継続的な砲撃を受けたと証言した。
イスラエルのテレビChannel 12は、イスラエル軍がガザへ向かうトラクターに乗った人質に対して発砲し、少なくとも一人の人質を殺害し、他の人質を負傷させたと報じた 。
10月7日の軍事作戦で大きな被害を受けたとされるBe'eriというキブツ（集落）の生存者、ハダス・ダガンとヤスミン・ポラットによれば、イスラエル軍は生存した2人を含む14人が人質として囚われていた家に向けて、戦車による砲撃を行い、12歳の双子を含む13人の人質と1人のパレスチナ側の戦闘員を殺害した。イスラエルの新聞ハアレツはBe'eriでの殺戮でハンニバル指令が用いられたかどうか、公表するようイスラエル軍に求めている。
また、ハアレツ紙が行ったインタビューで、イスラエル軍中佐ノフ・エレズは「過去20年間にわたり訓練してきたハンニバル指令は、一台の車両に人質が乗っている場合に適用されるもので、どの国境から入ってきて、車両がどの道路側を走行するかなどが分かっていた」と説明し、「今回見たのは『大規模ハンニバル指令』では、フェンスに多数の出入り口があり、様々な車両に乗った何千人もの人がいた」と証言した。
イスラエルの新聞Yedioth Ahronoth紙の調査によると、イスラエル軍は10月7日正午以降、全戦闘部隊に対し、ハマス戦闘員が人質と共にガザへ戻る試みを「あらゆる手段で」阻止するよう命じ、 ガザ方面へ向かう約70台程の車両を、攻撃ヘリコプター、戦車、またはドローンにより攻撃し、乗客員を殺害したとされる

#### 国連委員会報告
2024年6月に発表された国連委員会の報告によれば、イスラエル軍は10月7日に複数回ハンニバル指令を使用した。ある場合では、戦車の乗組員が独自にハンニバル指令を適用し、人質が乗っている疑いのある車両を攻撃したことが確認された。

### ラファ（2014年）
2014年、イスラエルは2008年以来の3度目の大規模なガザ侵攻を行っていた。8月1日、イスラエル軍ギヴァティ旅団がガザの抵抗勢力と短い交戦を行い、中尉ハダル・ゴルディンがハマスの戦闘員に捕らえられた。この日は、72時間の停戦合意が発表されたばかりであった。
フォレンジック・アーキテクチャが行った調査では、ゴルディンが捕虜となったことでハンニバル指令が発動され、のちに「ブラック・フライデー」と呼ばれることとなったラファでの大規模な殺戮に繋がった。

#### ブラック・フライデー
ハンニバル指令の発動に伴い、イスラエル軍はラファの住宅地域に対して空爆と地上攻撃を実施。アムネスティ・インターナショナルとフォレンジック・アーキテクチャによると、イスラエルの攻撃は無差別かつ人命を顧みないものであり、戦争犯罪に該当すると結論付けた。 1人のイスラエル兵の捕虜化を阻止するために行われた軍事作戦で、3時間のうちにパレスチナの民間人135〜200人が殺害され、そのうち75人が子供であった。ハアレツ紙は、これが当時「ハンニバル指令の最も破壊的な適用」であったと報じた。
2014年12月、当時のイスラエル軍の通信システムの音声記録が一部リークされ、2015年にはその全記録が公開されたこれにより、ハンニバル指令が発動されたことが確認された。イスラエル軍は、無線通信で「ハンニバル指令」との名称が使われたことは認めたが、「ハンニバル指令の実施はなかった」と結論づけている。
攻撃に関与したイスラエル軍兵士の証言も、ハンニバル指令が適用されたことを裏付けている。元兵士に戦争犯罪の告白を促すイスラエルのNGO団体ブレイキング・ザ・サイレンス に提供されたIDF歩兵将校の証言では、次のように語られている。
無差別砲撃は3時間続いたとされ、ある砲兵隊員は「最大連射速度で住宅地域に砲撃を続けた」と証言している。

### エレズ検問所（2009年）
2009年、イスラエルの民間人のヤキル・ベン・メレクが、エレズ検問所からガザ地区へ入ろうとしてイスラエル軍に射殺された。彼はイェフダ・アバルバネル精神医療センターの患者であり、家族によると、ギルアド・シャリートの解放を求めるためにハマスとの接触を試みていたという。エレズ検問所の責任者シュロモ・サバンによれば、メレクに対してまずは警告射撃が行われ、その後狙撃され、出血多量で死亡した。

### アイタ・アル・シャーブ（2006年）
2006年7月12日、イスラエル兵エフード・ゴールドワッサーとエルダッド・レゲヴが、ヒズボラ越境襲撃でヒズボラの捕虜となった（ザルイート事件）。この襲撃では、他に3人の兵士が死亡した。ハンニバル指令が発動され、戦車や装甲兵員輸送車を含む部隊が、ヒズボラの拠点を奪取し、アイタ・アル・シャーブ村の出口を封鎖するためにレバノンの国境を侵犯した。ハンニバル指令により、ヒズボラの捕虜の移動を防ぐためにレバノン領内の偵察飛行と空爆が即時に開始された。イスラエル軍の上層部によると、「見つけていたら、たとえ殺していたとしても攻撃していた」と証言した。

### ケレム・シャローム検問所（2006年）
2006年6月25日、ハマス系抵抗勢力が戦車砲手のギルアド・シャリート伍長をイスラエル領内で捕らえた。これを機に、イスラエル軍は戦車隊を中心とした地上部隊をガザ地区に進軍させ、幹線道路や発電所を破壊し、ガザの市民生活は麻痺状態に陥った（2006年ガザ侵攻）。シャリートは5年間拘束され、最終的に1027人のパレスチナ人との交換で釈放された。これは1人のイスラエル人捕虜の解放のために交換されたパレスチナ人の数としては過去最多であった。イスラエルの調査委員会は、ハンニバル指令が捕縛から1時間以上経過してから発令されたため、ほとんど効力を示さなかったとした。

### ガザ（2008–09年）
ガザ紛争 (2008-09年)の最中、イスラエル兵1名がガザの家屋を捜索中に負傷し、捕縛され、ハンニバル指令が発動された。同じ部隊の兵士たちは、家屋に罠が仕掛けられている可能性から撤退し、残された兵士が敵の捕虜となるのを防ぐため、家屋は砲撃された。イスラエル軍の報道官はイスラエル軍による殺害を否定し、「兵士はすでにテロリストの銃撃で死亡していた」と主張している。

### シェバー・ファームズ（2000年）
2000年10月、イスラエルによる違法占領下のシェバー・ファームズ地域をヒズボラが越境襲撃した際にハンニバル指令が発動されたとされる。ヒズボラの部隊に襲撃を受けたイスラエルの国境パトロールの3名の軍曹が捕らえられ、レバノン方面へ連行された。拉致が発覚すると、北部軍司令部は「ハンニバル指令」を宣言。イスラエルの攻撃ヘリコプターは、兵士が輸送されていると推測される26台の移動中の車両を攻撃した。ハンニバル指令を発動した司令官ヨッシ・レファエロフは捕虜の生死について「ジープを見たときには、彼らはすでに死亡していると理解した」と述べた。

## イスラエル国内での批判と改訂
1986年に発案され、非公式に運用されていたハンニバル指令は、2006年ごろまでイスラエル国民や予備役兵の反対を受けて一時的に停止されていたとされる。ハアレツ紙によると、停止されていたハンニバル指令は、2006年にギルアド・シャリートが捕虜となったことを受けて、当時の参謀総長ベニー・ガンツによって改訂・再導入された。 
改訂版の指令では、イスラエル軍の指揮官は、拉致を阻止するためならばたとえ拉致された兵士の生命を危険にさらすことになっても、あらゆる手段を講じることができるとされていたが、殺害することは許可されていない。また、2006年以降のバージョンでは、現場の指揮官が上級司令官の承認を待たずにハンニバル指令を発動し、行動を起こす権限を持つようになった。 
1974年から1978年までイスラエル参謀本部諜報局の局長を務めたシュロモ・ガジットは、「伍長」のような低階級の将校がハンニバル指令のような甚大な影響を及ぼし得る指令を発動できることを批判した。
2016年、ガディ・エイゼンコット国防軍参謀総長は既存のハンニバル指令を正式に撤回し、新たな手順を策定するよう命じた。2017年1月には、「トゥルー・テスト（True Test）」「止血帯（Tourniquet）」「生命の守護者（Guardian of Life）」という3つの別個の指令に置き換えられたとされる。これらは、西岸地区やイスラエル国外での平時における拉致事件、そして戦時における一般的な指令を扱うものである。しかし、その内容やそれぞれの違いについてはほとんど知られていない。新しい指令と以前のハンニバル指令との違いとして、「拉致の試みがあった場合、兵士は捕虜を傷つけないようにしながら拉致者に発砲すべきである」と規定されているとされる。